# Graeme Moad
Graeme Moad är en australisk polymerkemist. Han föddes 25 juni 1952 i Orange, New South Wales.
1974 tog Moad sin fil kand-examen från University of Adelaide 1974 och sin doktorsexamen från samma universitet 1977. Därefter bedrev han postdoktoral forskning vid Pennsylvania State University. År 1979 gick han med i den Melbournebaserade organisationen CSIRO, som är den största vetenskapliga forskningsinstitutionen i landet. Han fick Battaerd-Jordan Polymermedaljen 2012.